# Maria Teresa de Savoia (duquessa de Parma)
Maria Teresa de Savoia (Roma, Estats Pontificis 1803 - Lucca, Regne d'Itàlia 1879) fou una princesa de Regne de Sardenya que va esdevenir duquessa consort de Lucca i Parma.

## Orígens familiars
Va néixer el 19 de setembre de 1803 al Palazzo Colonna de la ciutat de Roma, sent filla del rei Víctor Manuel I de Sardenya i de la seva esposa, l'arxiduquessa Maria Teresa d'Àustria-Este. Fou neta per línia paterna del rei Víctor Amadeu III de Sardenya i Maria Antònia d'Espanya, i per línia materna de Ferran III de Mòdena i Maria Beatriu d'Este.
Fou germana de Maria Beatriu de Savoia, casada amb Francesc IV de Mòdena; Maria Cristina de Savoia, casada amb Ferran II de les Dues Sicílies; i fou bessona de Maria Anna de Savoia, casada amb l'emperador Ferran I d'Àustria.

## Infància i joventut
Maria Teresa va passar la major part de la seva infància a la ciutat de Càller, població situada a l'illa de Sardenya, on la seva família s'havia refugiat dels exèrcits de Napoleó Bonaparte. El 1814 el seu pare va ser restaurat al tron de Torí (Piemont), i la seva família va retornar a aquesta ciutat.

## Núpcies i descendents
Es casà el 5 de setembre de 1820 a la ciutat de Lucca amb el duc Carles de Borbó-Parma, futur duc de Lucca i duc de Parma. D'aquesta unió nasqueren:
- Lluïsa de Borbó-Parma (1821-1823)
- Carles III de Parma (1823-1854), duc de Parma

## Duc de Lucca
De gran fervor religiós, Maria Teresa i el seu marit dugueren vides separades i passaren la major part de la seva vida allunyats l'un de l'altre. Fou nomenada el març de 1824 duquessa consort del Ducat de Lucca a la mort de la seva titular, la seva sogra Maria Lluïsa d'Espanya, i el desembre de 1847, en conformitat del Congrés de Viena, el seu marit fou nomenat duc titular de Parma.
Maria Teresa va esdevenir a partir d'aquell moment virtual governant del ducat de Parma, càrrec que va mantenir fins a les revolucions liberals de 1848. El març d'aquell any el seu marit abdicà en favor del seu fill Carles III de Parma, per la qual cosa Maria Teresa de Savoia va esdevenir "duquessa mare" del ducat.
Maria Teresa va viure la major part de la seva vila a Viareggio, sobretot després de l'assassinat del seu fill, fet ocorregut el març de 1854 a la ciutat de Parma. Els últims anys de la seva vida els passà a San Martino in Vignale, prop de la ciutat de Lucca, on morí d'arterioesclerosi cerebral el 16 de juliol de 1879. El seu cos fou enterrat al cementiri d'Estiu de Roma.